# Szogdia

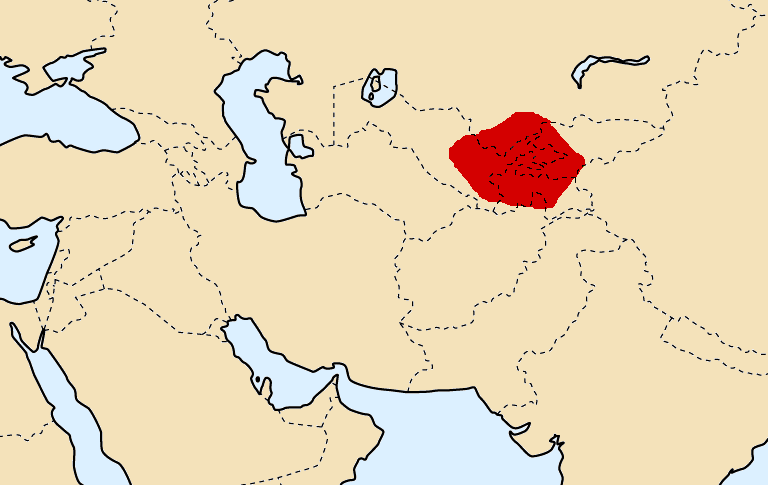
Szogdia Kr. e. 300 körül

Szogdia (vagy Szogdiané; tádzsik nyelven Суғд, óperzsául: Szughuda – سغد) egy iráni nép, a szogdok lakóhelye volt az Amu-darja felső folyása és mellékfolyói mentén a mai Üzbegisztán területén az ókorban. Később az Óperzsa Birodalom provinciája lett, I. Dareiosz behisztuni feliratának listáján a 18. elemként szerepel. Ezután Nagy Sándor hódította meg, a hellenizmus idején városi, kézműves-kereskedő civilizációvá vált. A selyemút kereskedői jelentős számban a szogdok voltak. A szogd városállamok, noha soha sem voltak politikailag egyesítve, mind Szamarkand köré csoportosultak.

## Története

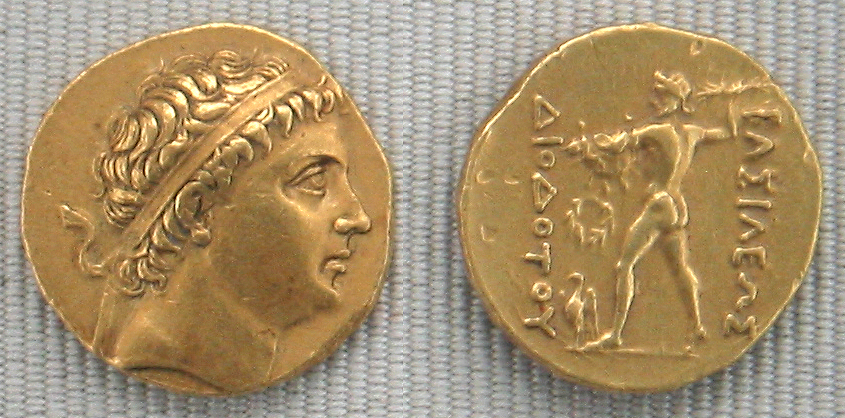
Diodotusz arany pénzérméje, kb. Kr. e. 250

Nagy Sándor i. e. 327-ben meghódította Szogdiát, majd Baktriával összevonva a birodalma egyik tartományává tette. Később, a hellenizmus korában a Görög-Baktriai Királyság (avagy Gréko-Baktriai Királyság) része lett mintegy egy évszázadra. A hellenizmus idején fellendült a városi kultúra, a görög-baktriai uralkodók sok új várost is alapítottak nemcsak Baktriában, hanem Szogdiában is. Ez sok indiai kereskedőt és kézművest vonzott ide, akik a prákrit nyelv északnyugat-indiai nyelvjárását, a gandhári prákritot beszélték. A szogdok ezután kézműves, kereskedő, városi néppé váltak. A greko-baktriai uralkodók felismerték a kereskedelem jelentőségét, ezért az i. e. 2. század első felében katonai hadműveleteket folytattak egészen Loulanig, hogy biztosítsák a Tarim-medencén keresztül vezető kereskedelmi utakat, amelyek a hamarosan megszülető Selyemút egyik szárazföldi szakaszát képezték.
Szogdiát i. e. 129 körül meghódították az ászik. A kereskedelem ezt követően indult igen jelentős virágzásnak, mivel a kínai kereskedők előszeretettel utaztak át Szogdián: „A küldöttségek legnagyobbjának több száz személynyi tagja volt, míg a kisebb társaságokhoz is több mint százan tartoztak… Egy év ideje alatt minden helyről öt-hat vagy akár több mint 10 társaság is ki lett küldve.” (Sze-ma Csien: Si csi).

## Vallások

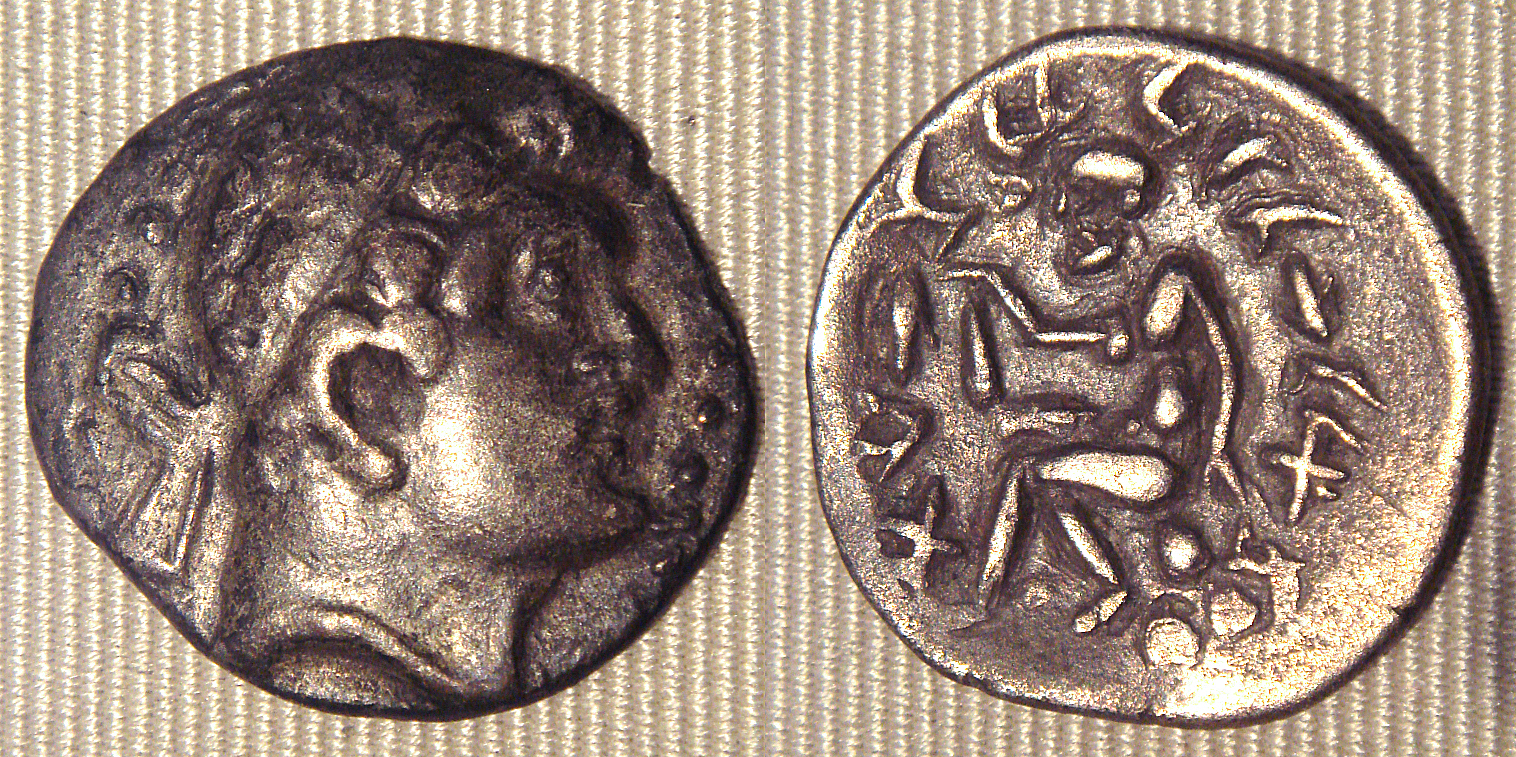
Hamisított pénzérme Szogdiából

A szogdok között több vallás követőit is meg lehetett találni: elterjedt volt a buddhizmus, a manicheizmus, a nesztorianizmus és a zoroasztrizmus. Szintén fontos szerepet játszottak a buddhizmus Selyemút menti terjedésében, egészen a VIII. században bekövetkezett iszlám hódításig.

## Nyelv, népesség
A szogdok nyelve, a szogd nyelv a kelet-iráni nyelvek közé, az indoeurópai nyelvcsaládba tartozik, közeli rokona a baktriai nyelvnek, a térség másik fontos ókori nyelvének. A szogd ábécével írták, ami az arámi írás egyik leszármazottja.
Az itt élt népesség nagy része a későbbiek során fokozatosan elvegyült a többi helyi csoporttal, mint a baktriaiakkal, türkökkel és perzsákkal, majd nyelvük használatát abbahagyták, s helyette perzsául vagy üzbégül kezdtek el beszélni. Ennek az asszimilációnak köszönhetően a perzsa és az üzbég számos szogd eredetű kölcsönszót tartalmaz.

### Hivatkozott források
- ↑ Vásáry Jüecsi:  Vásáry István: A jüecsi népvándorlás, Belső-Ázsia a türk kor előtt – A régi Belső-Ázsia története. (Hozzáférés: 2011. augusztus 3.)
- ↑ Harmatta Selyemút:  Harmatta János (2003). „A selyemút nyelvei”. Antik Tanulmányok XLVII (1), 81–88. o, Kiadó: Akadémiai Kiadó. HU ISSN 0003-567X.

### Egyéb
- (angolul) Encyclopædia Britannica 1911 Edition
- (angolul) Calum MacLeod, Bradley Mayhew  “Uzbekistan. Golden Road to Samarkand”
- (angolul) Archaeological Researches in Uzbekistan. 2001. Tashkent The edition is based on results of German-French-Uzbek co-expeditions in 2001 in Uzbekistan*
- (angolul) Etienne de la Vaissière, Sogdian Traders. A History, Leiden : Brill, 2005. ISBN 90-04-14252-5
- (franciául) Etienne de la Vaissière, Histoire des marchands sogdiens, Paris : de Boccard, 2004.